# David Lonergan
Pour les articles homonymes, voir Lonergan.
Québécois de naissance et Acadien d'adoption, David Lonergan a enseigné au secondaire (1966-1975), cofondé deux troupes de théâtre professionnel (La Famille Corriveau à Longueuil, 1973-1977 ; Pince-Farine en Gaspésie, 1978-1992) pour lesquelles il écrit (seul ou en collectif) une vingtaine de pièces dont Les Otages (1987). Parallèlement, il travaille dans des journaux, à la radio et à la télévision, et publie divers ouvrages dont Blanche (roman, 1989) et La Bolduc, la vie de Mary Travers (1992).
En 1994, il déménage à Moncton où il travaille pour différents organismes culturels. Il a enseigné le journalisme et l’histoire du théâtre à l’Université de Moncton. Il a publié La Création à cœur : l'histoire du théâtre l'Escaouette (2000), L'homme qui était sans couleurs (2003), et participé à la création d’Ode à l'Acadie (2004) comme recherchiste et auteur des textes.
Il a tenu une chronique sur la production culturelle acadienne dans le quotidien L'Acadie nouvelle entre le 26 octobre 1994 et le 15 juin 2013,.
En 1999, il obtient l'Éloize pour la meilleure couverture médiatique.

## Titres publiés
- 2008 : Tintamarre. Chroniques de littérature dans l'Acadie d'aujourd'hui, éditions Prise de parole,
- 2003 : L'homme qui était sans couleurs, David Lonergan, ill. Anne Brouillard, Bouton d'or Acadie, 2003  (ISBN 2-922203-63-8)

- 2000 : La Création à cœur : l'histoire du théâtre l'Escaouette,
- 1993 : Paroles de l'Est,
- 1992 : La Bolduc, la vie de Mary Travers,
- 1991 : L'Été des carcasses,
- 1989 : Blanche,
- 1989 : L'Anthologie de Blanche Lamontagne-Beauregard, 1989.
- 1987 : Les Otages,
- 1987 : Sortie de secours,